# Міжнародні відносини між Бутаном і Китайською Народною Республікою
Двосторонні відносини між Бутаном і Китайською Народною Республікою традиційно були напруженими, і вони не підтримують офіційних дипломатичних відносин. Китай розділяє з північчю Бутану загальний кордон завдовжки 470 км, а територіальні суперечки є джерелом потенційних конфліктів. З 1980-х років уряди цих країн регулярно проводять переговори з прикордонних питань і питань безпеки, спрямованих на зниження напруженості.

## Історія
Протягом усієї своєї історії Бутан мав тісні культурні, історичні, релігійні та економічні зв'язки з Тибетом. Відносини з Тибетом стали напруженими, коли Бутан встав на бік Британської імперії в її війні з Тибетом. Введення китайських військ у Тибет у 1951 році викликало значну напруженість в Бутані, який побоювався агресії з боку Китаю. Кордон з Китаєм ніколи не був офіційно визнаним, і народні повстання в Тибеті проти комуністичного Китаю в 1959 році, і втеча Далай-лами в Індію зробили захист від Китаю пріоритетом для Бутану. За оцінками, в Бутан втекли понад 6 000 тибетців і їм було надано політичний притулок.

## Прикордонні питання
Див. також: Територіальні суперечки між Королівством Бутан і Китайською Народною Республікою

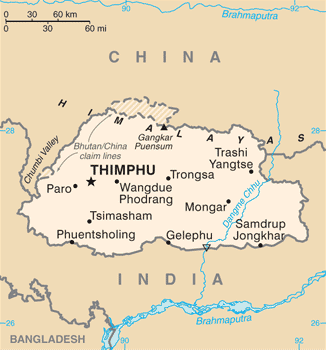
Карта Бутану показує кордон з Китаєм з 2010 р.

Разом з захопленням Тибету, китайська армія окупувала 8 західних тибетських анклавів, які перебували під бутанським управлінням. У 1961 році Китай опублікував карту зі зміненим накресленням традиційної лінії кордону, на якій показувалося, що деякі території Бутану, Непалу і королівства Сіккім (нині штат Індії) належать Китаю. Вторгнення китайських солдатів і тибетських пастухів на бутанську територію також викликало напруженість в Бутані. Бутан закрив кордони та встановив широкі військові зв'язки з Індією. Під час китайсько-індійської війни 1962 року бутанська влада дозволила переміщення індійських військ через територію Бутану. Проте, поразка Індії викликала занепокоєння з приводу здатності Індії захистити Бутан. Тому у своїх відносинах з Індією Бутан дотримується політики нейтралітету. Згідно з офіційною заявою короля Бутану в парламенті, є чотири спірних території між Бутаном і Китаєм, що займають площу понад 270 км².

## Розвиток відносин
До 1970-х років інтереси Бутану в переговорах з Китаєм представляла Індія. Ставши в 1971 році членом ООН, Бутан став проводити інший курс у своїй зовнішній політиці. В ООН Бутан голосував на користь Китаю і підтримав політику «Єдиного Китаю». У 1974 році в Бутан для участі в заходах з нагоди коронації короля Джігме Сінг'є Вангчука запросили посла Китаю в Індії. У 1983 році в Нью-Йорку відбулися переговори міністрів закордонних справ Бутану та Китаю, на яких обговорили встановлення двосторонніх відносин. У 1984 році Бутан і Китай почали щорічні прямі переговори з прикордонних питань.
У 1998 році Бутан і Китай підписали договір про мир і спокій на кордоні. Це була перша двостороння угода між двома країнами. Відповідно до договору Китай підтвердив свою повагу суверенітету і територіальної цілісності Бутану, і обидві сторони домовилися будувати відносини на основі п'яти принципів мирного співіснування. Тим не менш, Китай, порушуючи угоди 1998 року, розпочав будівництво доріг на спірних територіях. Бутанська газета Kuensel написала, що Китай може використовувати дороги для подальших претензій на прикордонні території. У 2002 році Китай представив докази щодо претензій на спірні території, після переговорів було досягнуто тимчасової угоди.